# 帕夫利夫 (拉傑霍夫區)
50°15′45″N 24°32′0″E / 50.26250°N 24.53333°E
帕夫利夫（烏克蘭語：Павлів），是烏克蘭西部的村莊，隸屬利維夫州的舍普季茨基區。該村面積2.97平方公里，海拔高度224米，2023年人口3,820，人口密度每平方公里1,287.16人。